# A fog temploma
A Srí Dalada Maligawa (szingaléz: ශ්‍රී දළදා මාළිගාව, tamil: ஸ்ரீ தலதா மாளிகை) vagy a Szent fogereklye temploma buddhista templom a Srí Lanka-i Kandi városban. Az egykori Kandi királyság palotaegyüttesében található templomban helyezték el Buddha fogrelikviáját. Már ősi időktől fogva ez az ereklye fontos szerepet játszott a helyi politikában, mert úgy tartják, hogy akié az ereklye, azé az ország irányítása is. Kandi – amely ma az UNESCO világörökség részét képezi – volt a Srí Lanka-i királyok legutolsó fővárosa, elsősorban az itt található templom miatt.
A helyi szerzetesek naponta fejezik ki tiszteletüket a templom belső termében. Napi háromszor tartanak szertartásokat: hajnalban, délben és este. Szerdánként jelképesen megmosdatják az ereklyét illatosított vízben és virágokban (helyi elnevezése: nanumura mangallaja). Erről a szentelt vízről úgy tartják, hogy gyógyító ereje van és szertartások végén a jelenlévők között szét szokták osztani.
1998-ban a templom megrongálódott egy terrorista merényletet követően, azonban sikerült helyreállítani a károkat.

## Története
Gautama Buddha parinirvánája (halála) után a fogereklyéjét az ősi indiai Kalinga köztársaságban őrizték, majd Guhasziva király utasítására Hemamali hercegnő és férje, Dantha herceg kicsempészték a fogat Ceylonba. Lankapattana (a mai Ilankeiturei) közelében érték el a szigetet Kirthi Srí Meghavarna király (301-328) uralkodása idején. Az uralkodónak adták a fogat, aki ereklyeként őrizte a Meghagiri viharában (a mai Iszurumunija templom) Anuradhapura városban. A relikvia őrzése az uralkodó feladata volt, amely idővel olyan értelmezést vett fel, hogy annak van joga uralkodni, aki a fogat birtokolja. Emiatt a következő uralkodók mindig a rezidenciájuk közelében építették fel saját fogereklye templomukat. Így tettek az Anuradhapura, a Polonnaruva, a Dambadenija, a Japahuva és a Kurunegala királyságok uralkodói is.
Dharmapála király uralkodása idején az ereklyét rejtve őrizték a Ratnapura városi Delgamuva viharában. Onnan szállította Kandi városba Hiripitije Dijavadana Rala és Devanagala Rathnalankara Thera. I Vimaladharmaszurija király kétszintes épületet építtetett a fog számára, azonban ez az épület ma már nem létezik. 1603-ban, amikor a portugálok megszállták Kandi várost, elvitték az ereklyét a dumbarai Meda Mahánuvara templomba. Csak II. Rádzsaszimha király idején került vissza újra Kandiba, ahol helyreállították az eredeti épületet. A jelenlegi épületet Vira Narendra Szinha, Srí Lanka utolsó királya építtette. A nyolcszögletű Patthirippuva-t és a várárkot Srí Vikrama Rádzsaszinha emeltette. A tervező egy híres helyi építész volt, Devandra Mulacsarin. Eredetileg szabadidős tevékenységekre használták és csak később került ide a fogereklye. Jelenleg könyvtárként üzemel. Két terrorista merényletet is túlélt az épület. Az elsőt 1989-ben, a másodikat 1998-ban.

## Építészet
A várárok és a Bogambara-tó mentén szaladó téglafalat vízi hullámfalnak nevezik. A falba lyukakat építettek a kókuszolaj mécsesek számára. A várárok fölötti főkapukat nevezik úgy, hogy Mahávahalkada. Ezek lépcsőinek lábánál van elhelyezve egy kandi építészeti stílusban faragott szandakada pahana (holdkő). A Mahavahalkada teljesen megsemmisült az 1998 robbantásban, amelyet később újjáépítettek a holdkővel és egyéb kőfaragásokkal együtt. A bejáratot kőelefántok díszítik. A lépcső tetején hindu tengeri lényeket formázó toranákat és két védelmező követ helyeztek el.
A hevisi dobosok terme a fő szentéllyel szemben van. A fő szentély két emeletét úgy nevezik, hogy "Palle malaja" (alsó szint) és "Udu malaja" (felső szint) vagy "veda hitina maligava". A veda hitana maligava ajtajain elefántcsont faragások vannak. Azt a termet, ahol a fogat ténylegesen őrzik úgy nevezik, hogy "Handun kunama".
A fő szentély fölötti arany mennyezetet 1987-ben építették. Aranykorlát veszi körbe a fogereklyét, amelyet hét drágakövekkel kirakott aranyládába zártak. A ládák sztúpa alakúak. Ugyanebben a helységben állították ki az  Eszala Perahera fesztivál alkalmával használatos, különleges ládát is.

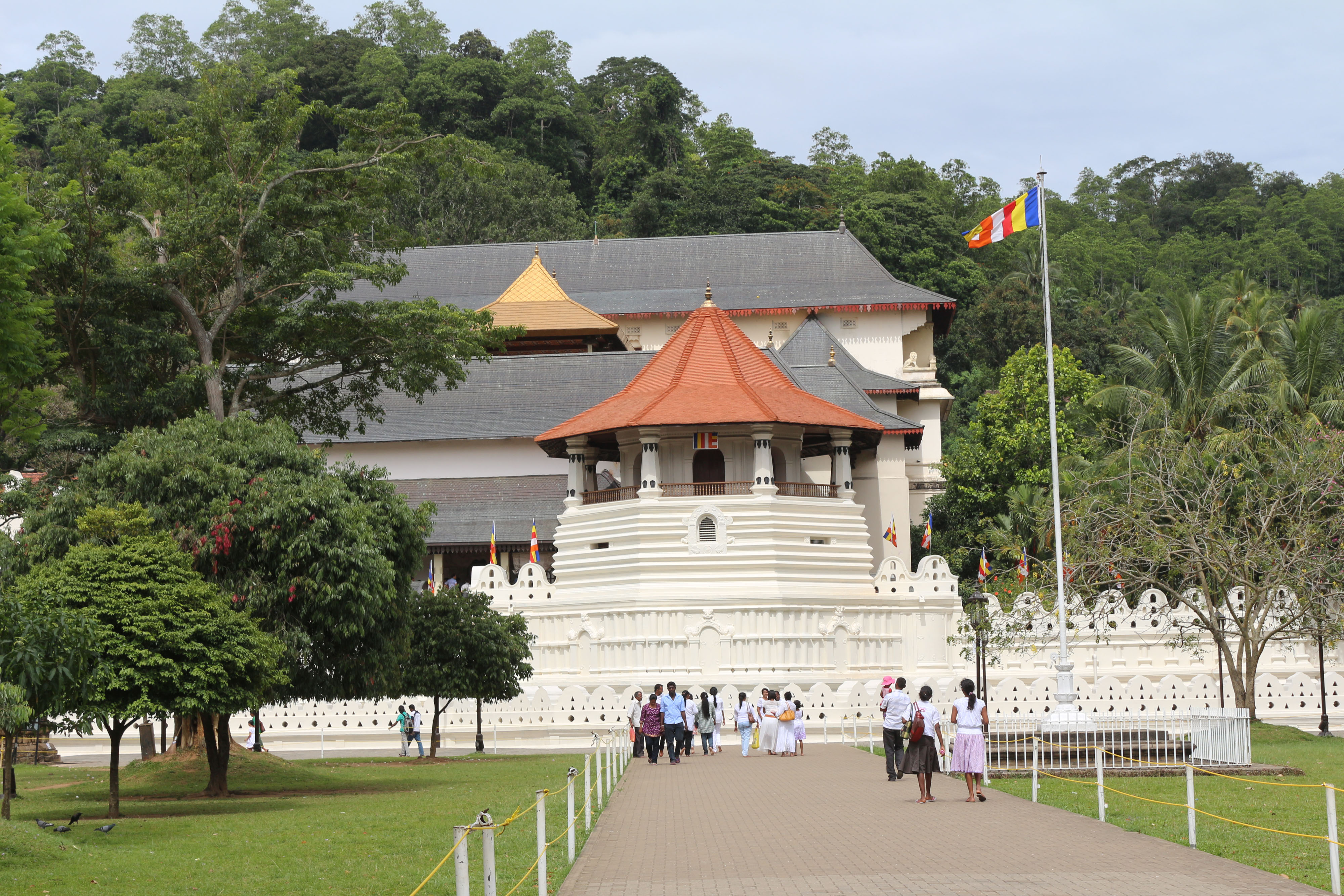
A Fog templomának előnézete, Kandi, Srí Lanka
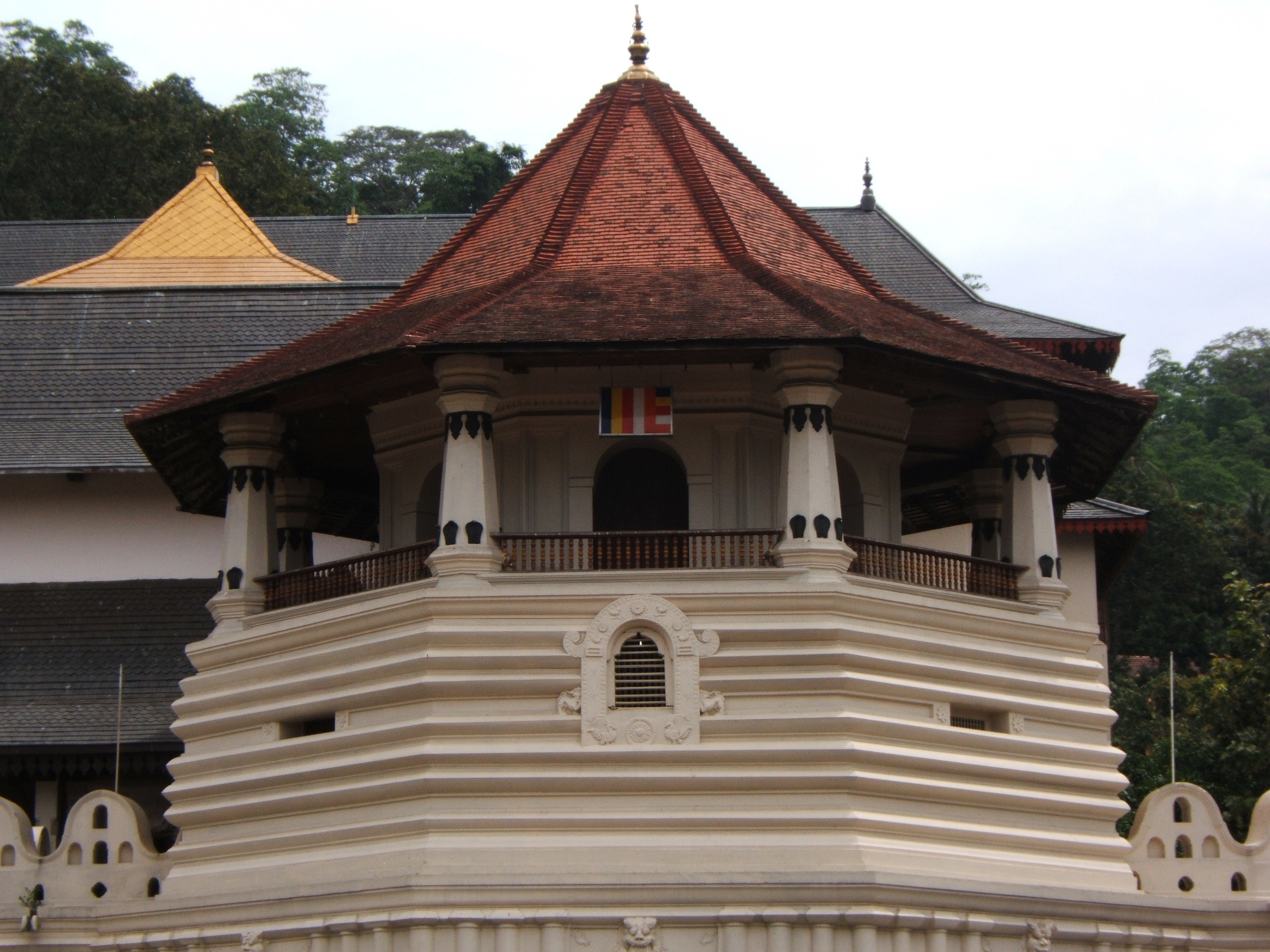
A Patthirippua
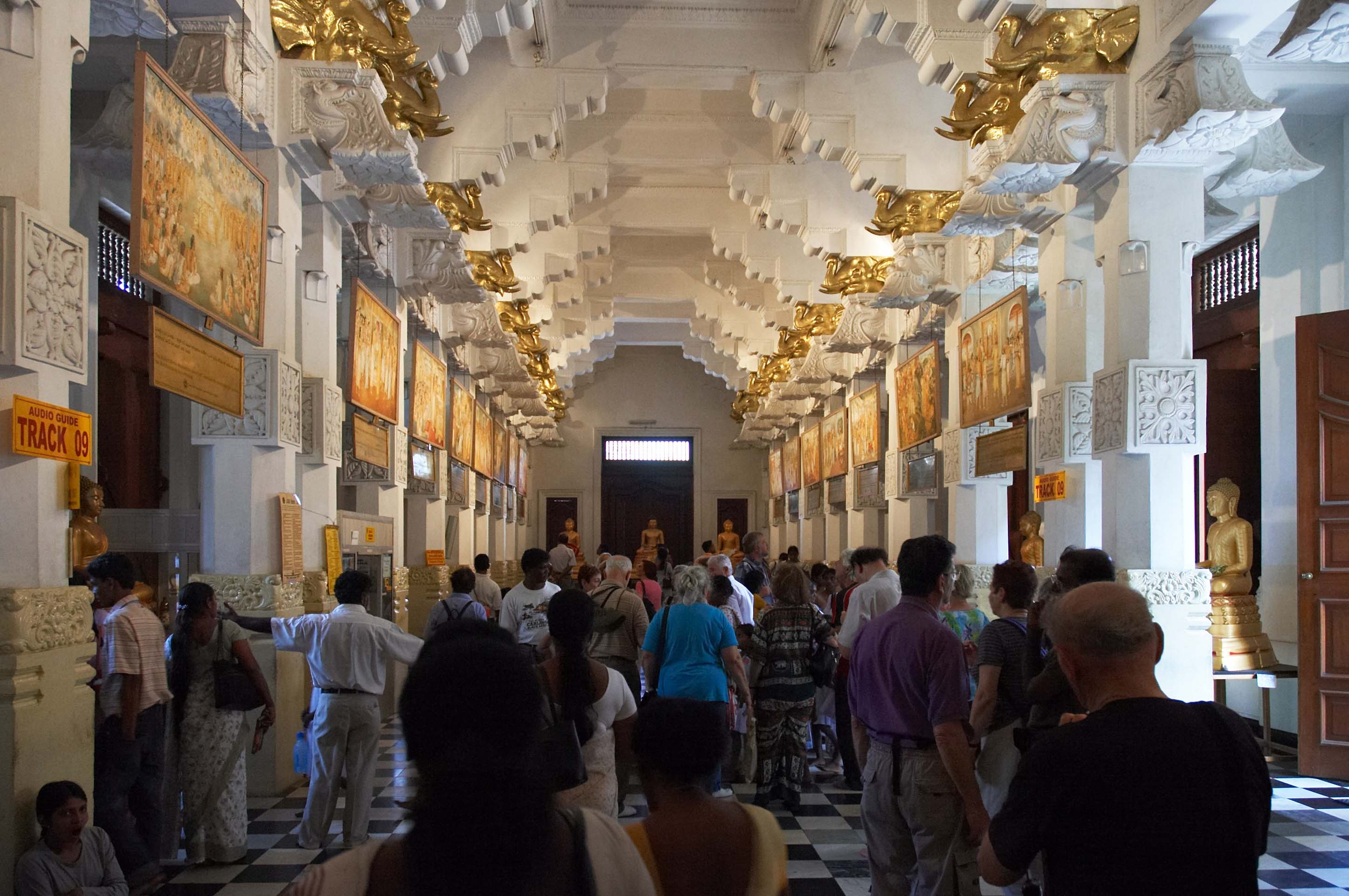
A templom belseje
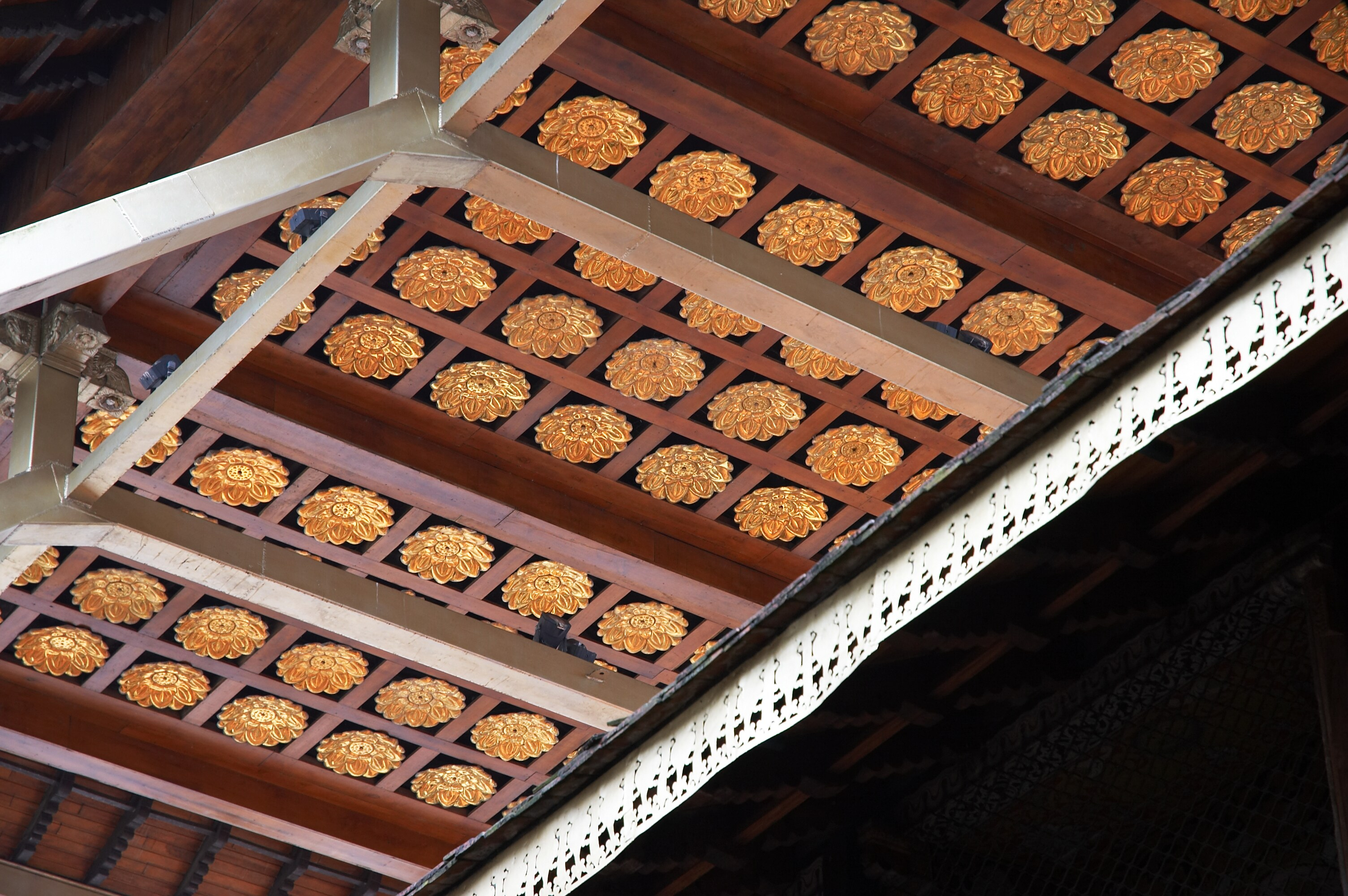
Az arany mennyezet a fő szentély fölött.
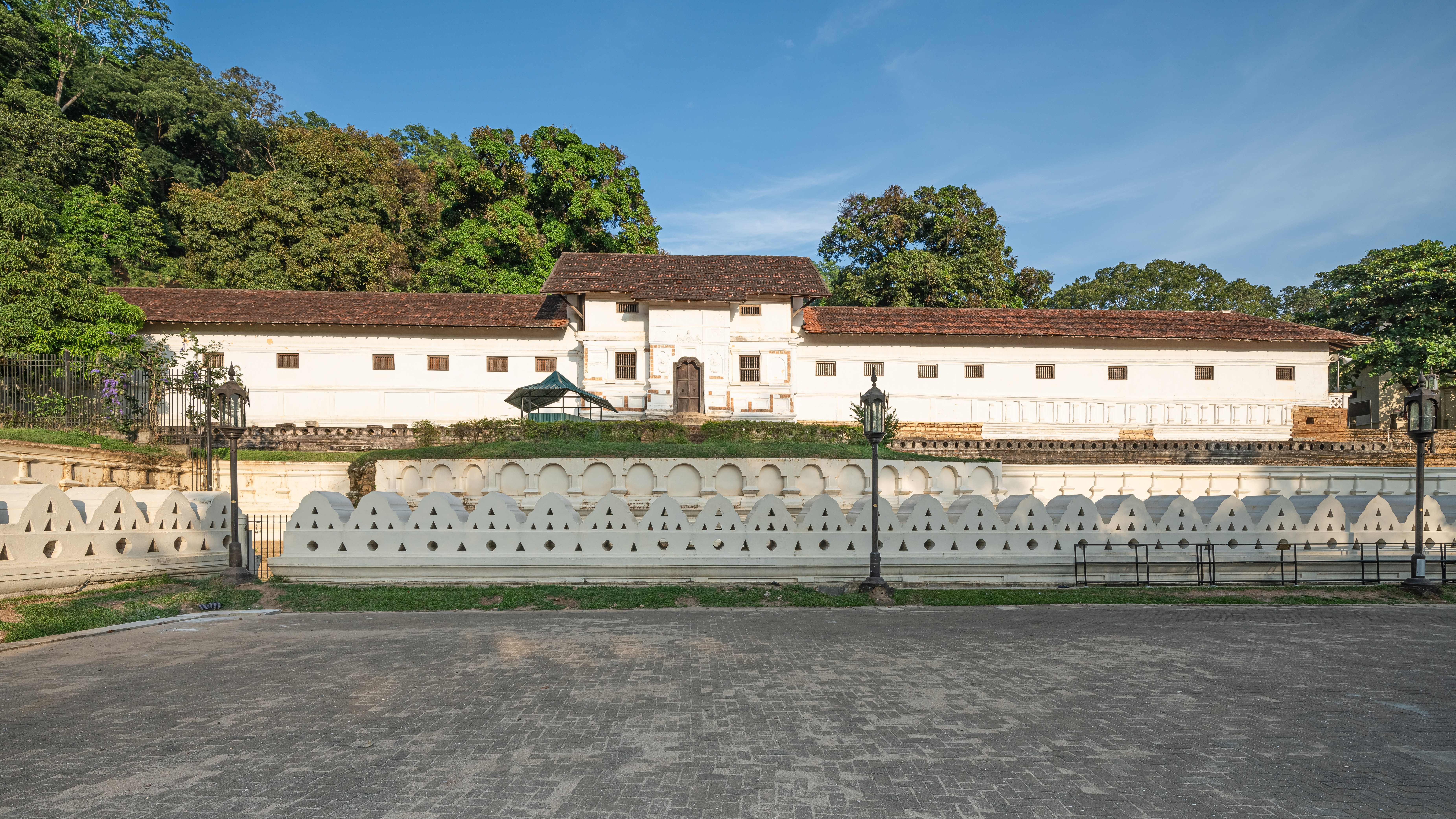
I. Vimaladharmaszurija I építtette a palotát.

## Társépületek és építmények

### Királyi palota
A királyi palota a templomtól északra helyezkedik el. John Pybus nagykövet 1762-ben részletes leírást adott a királyi palotáról. III. Vikramabáhu (1356. körül - 1374) és Szenaszammatha Vikramabáhu (1469. körül - 1511) királyok palotákat építettek a helyszínen. I. Vimaladharmaszurija király különféle díszítéseket hajtott végre a palotákon. A királyi palotát úgy nevezik, hogy "mahá vaszala" vagy "Maligava". Korábban létezett a főbejáratnál három vahalkada is és egy 8 méteres fal is. A "Natha devale" elnevezésű épülettel szemközt található épületrészt tartják a legkorábbi épületnek a helyszínen. A gyarmati brit uralom idején a kormányzók irodájaként funkcionált, ma régészeti múzeumként használják. Az Ulpen Ge és a királynői palota a fő palotaépület társépületei.

### Előadóterem

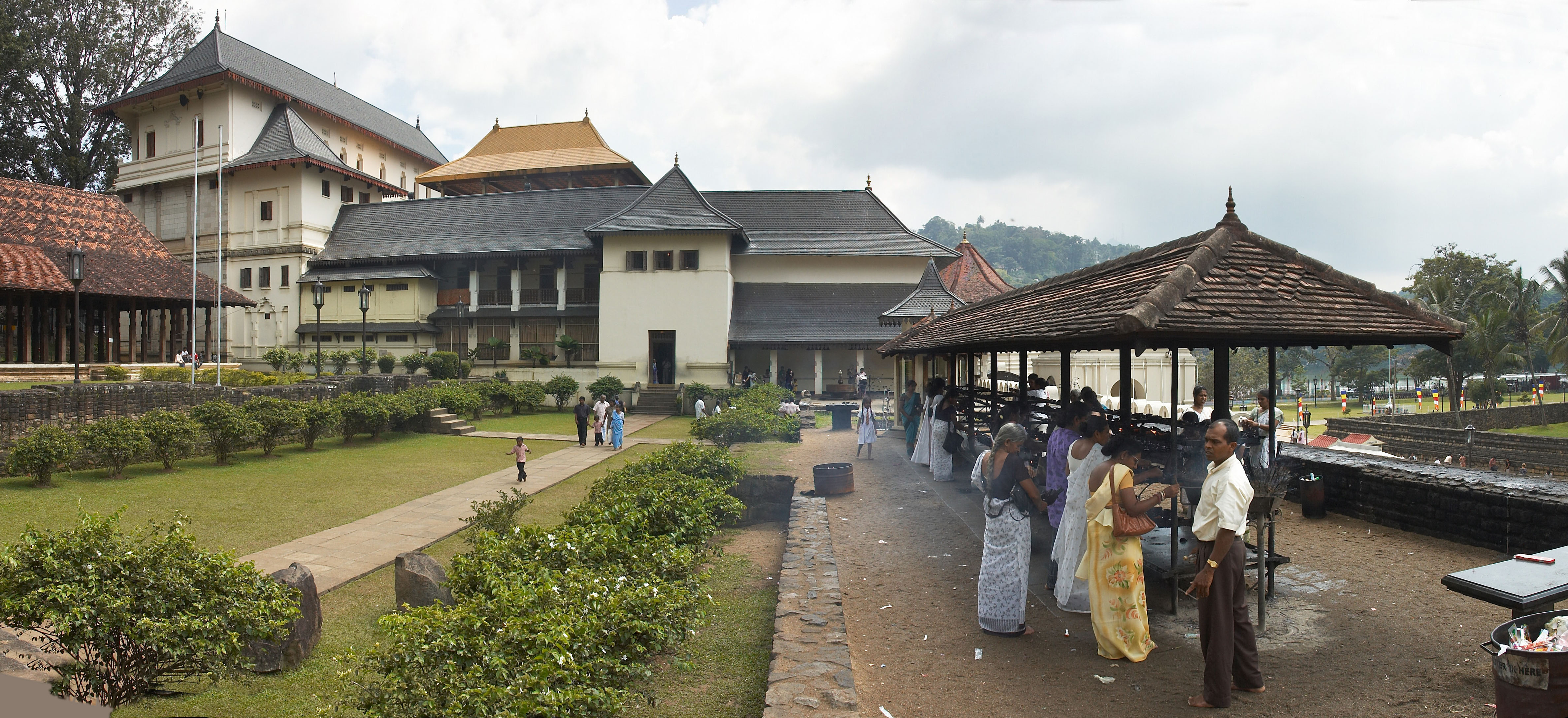
A templom északi homlokzatától nézve részben az előadóterem is látszik.

A kandi királyok számára az előadóterem, avagy a Magul maduva szolgált az udvar közösségi színtereként. Srí Vikrama Rádzsaszinha uralkodása idején készült el ez a terem. Az 1783-ban készült tetőt tartó fa oszlopok faragásai a Kandi-kor művészetének maradványai. Egy felújítás következtében a terem eredeti méretét (18 x 11 méter) megnövelték (18 x 21 méter). A terem közelében álló néhány épületet a brit uralom idején leromboltak. Az előadóteremben írták alá azt az egyezményt 1815-ben, amely az utolsó kandi király trónfosztásáról és az uralkodói intézmény megszüntetéséről szólt. A termet ma állami szertartásokhoz használják.

### Mahámaluva
A Mahámaluva az évente tartandó Eszala perahera fesztivál alkalmával látogatható. Itt található egy kandi gyermekhős, Madduma Bandara szobra, aki félelem nélkül nézett szembe a halállal.
| - : Fog temploma épületegyüttes - : Mahávahalkada (főbejárat) - : Várárok - : Pattirippuva (oktogon) - : Handun kunama - : Arany baldachin - : Új palota | - : Kandi királyi palota - : Kandi nemzeti múzeum - : Régi udvari épület - : Kandi-tó - : Biso ulpen ge (Királynő fürdő) - : Dijathilaka mandapaja - : Udavatta Kele szentély |

## Külső hivatkozások
- Sri Dalada Maligawa hivatalos oldal
- www.divaina.com – A Sri Dalada Maligawa várárok (ශ්‍රී දළදා මාළිගාවේ දියඅගල)